# ФК Суифт
Суифт (на люксембургски: Swift Hesper) е футболен отбор от град Есперанж в южен Люксембург. Отборът е основан през 1916 г. Основните клубни цветове са червеното и бялото. Домакинските си срещи играе на стадион „Алфонс Тис“ с 3 058 места. Най-големият успех постига през 2022/23 като става шампион на Люксембург. Дебют във висшата дивизия прави през 1985 година.

## Предишни имена
| Години    | Име                                              |
| --------- | ------------------------------------------------ |
| 1916-1940 | „ФК Суифт Есперанж“                              |
| 1940-1944 | „ФК Рот-Вайс Есперинген“ FV Rot-Weiß Hesperingen |
| 1944-     | „ФК Суифт Есперанж“                              |

## Успехи
- Национална Дивизия
  -  Шампион (1): 2022/23
  -  Сребърен медал (1): 2023/24
  -  Бронзов медал (1): 2020/21
- Купа на Люксембург
  -  Носител (1): 1989/90
  -  Финалист (1): 2023/24
- Първа Дивизия
  -  Шампион (3): 2000/01, 2012/13, 2019/20
- Втора Дивизия
  -  Шампион (1): 1996/97